# Medigeshi, Madhugiri
Medigeshi là một làng thuộc tehsil Madhugiri, huyện Tumkur, bang Karnataka, Ấn Độ.